# Блевинс, Джерри
Джерри Ричард Блевинс (англ. Jerry Richard Blevins, 6 сентября 1983, Джонсон-Сити) — американский бейсболист, питчер. Победитель Кубка мира 2007 года в составе сборной США.

## Биография
Джерри родился в Теннесси, но вырос в Огайо, куда переехал с матерью в возрасте четырёх лет после развода родителей. В 2001 году он закончил старшую школу Аркадия, где во время учёбы играл в бейсбол, баскетбол и американский футбол. В интервью газете New York Post он называл кумирами своего детства астронавта Нила Армстронга и бейсболиста Кена Гриффи. Предложение спортивной стипендии Джерри получил только от колледжа, команда которого выступала в третьем дивизионе NCAA, поэтому он поступил в Дейтонский университет на общих основаниях. В бейсбольную команду он попал позже, пройдя открытый просмотр. Его университетский тренер Тони Витторио рассказывал, что в первые два года у Джерри были проблемы с попаданием подачи в страйковую зону, но после второго курса ситуация изменилась. В 2004 году Блевинс сделал 70 страйкаутов в 73 2/3 иннингов и на драфте МЛБ его выбрали «Чикаго Кабс».
Подписав контракт с «Кабс», Джерри выступал за фарм-клубы в течение трёх лет и трижды он становился победителем чемпионатов младших лиг. В 2007 году его обменяли в «Окленд Атлетикс», в составе которого он и дебютировал в МЛБ. В 2012 и 2013 годах вместе с командой Блевинс становился победителем Западного дивизиона Американской лиги. В 2014 году его обменяли в «Вашингтон Нэшионалс», с которым он стал победителем Восточного дивизиона Национальной лиги. Годом позже Джерри обменяли в «Нью-Йорк Метс», с которым он вышел в плей-офф в сезоне 2015 года.
В июне 2018 года Джерри впервые в своей карьере вышел на игру в качестве стартера и стал вторым питчером с 1900 года, пропустившим хоум-раны от двух первых отбивающих соперника.
Перед началом предсезонных сборов 2019 года Блевинс подписал контракт младшей лиги с клубом «Окленд Атлетикс». Не сумев пробиться в основной состав команды, он был переведён в клуб ААА-лиги «Лас-Вегас Авиэйторс». 28 апреля «Окленд» обменял Джерри в «Атланту».